# Erika von Brockdorff
La comtessa Erika Gräfin von Brockdorff (Kołobrzeg, 29 d'abril de 1911 - Berlín el 13 de maig de 1943) va ser una resistent alemanya contra el nazisme. Va formar part de la xarxa d'espionatge comunista Orquestra Roja.

## Biografia
El seu pare treballava per a l'oficina de correus. Des del 1929, després d'acabar l'escola secundària i l'escola de neteja a Magdeburg, va treballar a Berlín com a serventa, model i, després d'una formació addicional en mecanografia, també com a oficinista a Berlín. El 1937 es va casar amb Cay von Brockdorff, i poc després va néixer la seva filla Saskia. El 1941, amb Elisabeth Schumacher, va obtenir un lloc al Reichsarbeitsdienst, el Ministeri de Treball.
Amb el seu marit es va unir al cercle d'opositors al règim nazi creat per Wilhelm Schürmann-Horster. Des del 1941, Brockdorff va posar el seu pis a disposició del moviment de resistència de Hans Coppi per a col·locar-hi una ràdio.
L'any següent, durant l'estiu, va ajudar el paracaigudista Albert Hößler; el va amagar a casa seva i el va ajudar a establir contacte amb els soviètics. Finalment va ser arrestada el 16 de setembre de 1942 i condemnada a deu anys de presó el 19 de desembre per haver amagat una ràdio. En conèixer la sentència, Adolf Hitler i Wilhelm Keitel van considerar-la massa tova i van anul·lar el judici. Finalment va ser condemnada a la pena de mort. La van decapitar amb una guillotina el 13 de maig de 1943 a la presó de Plötzensee.

## Homenatges
- Dos carrers porten el seu nomː un a Leipzig i l'altre a Korschenbroich.[5][6]
- El 1969 li van concedir l'Orde de la Guerra Patriòtica a títol pòstum.[7]